# Башня Гербранди
Башня Гербранди (нидерл. Gerbrandytoren) — башня в Эйсселстейне (Нидерланды), построенная в 1961 году.

## Описание
Башня используется для ЧМ- и ТВ-вещания. Состоит из бетонной башни высотой 100 метров, на которой установлена антенная мачта. Общая высота башни была первоначально 382,5 метра, но в 1987 году она была уменьшена до 375 метров. 2 августа 2007 года аналоговая антенна была заменена цифровой, при этом её высота уменьшилась ещё на 9 метров. Сейчас высота башни составляет 366,8 метра.
Башня названа в честь Питера Гербранди, нидерландского политика, премьер-министра страны в 1940—1945 годах.
Недалеко от башни Гербранди располагается ещё одна примечательная антенна близ Кабау (англ. Cabauw), используемая для метеорологических измерений, высотой 213 м. 4 сентября 2015 года была снесена ещё одна близлежащая антенна, средневолновый передатчик Лопик высотой 196 м.

## Пожары
15 июля 2011 года в башне Гербранди произошёл небольшой пожар. Через несколько часов загорелась и рухнула подобная башня в Смилде. После этого в целях предосторожности все передатчики в башне Гербранди были остановлены и бо́льшая часть Нидерландов осталась без ЧМ-радиовещания и цифрового телевидения.